# Gotham (Fernsehserie)
Gotham ist eine US-amerikanische Krimiserie von Bruno Heller, die auf dem Batman-Comicuniversum von DC Comics basiert. Die Serie wurde von Warner Bros. Television in Zusammenarbeit mit DC Entertainment und Primrose Hill Productions für den US-Sender Fox produziert.
Die Handlung spielt zeitlich vor dem ersten Erscheinen Batmans und schildert sowohl den Werdegang späterer Batman-Gegenspieler als auch des jungen Bruce Wayne und des Polizisten James Gordon. Namensgebend für die Serie ist die fiktive Stadt Gotham City.
In den USA begann die Erstausstrahlung am 22. September 2014. Im deutschsprachigen Raum fand die Ausstrahlung seit dem 29. Januar 2015 bei ProSieben Fun statt. Als Free-TV-Premiere lief die Serie seit dem 10. Februar 2015 bei ProSieben. Seit dem 19. September 2016 wurde in den USA die dritte Staffel ausgestrahlt. Im Mai 2017 gab Fox eine vierte Staffel in Auftrag. Im Mai 2018 bestellte Fox eine finale fünfte Staffel. Diese Staffel besteht aus zwölf Episoden, statt wie bisher aus 22.
Die Serie hat insgesamt 100 Episoden.

## Handlung

### Staffel 1
Protagonist ist der Polizist James Gordon, der relativ neu beim Gotham City Police Department ist. Gemeinsam mit seinem Partner, dem korrupten und zynischen Harvey Bullock, will er es mit der boomenden Unterwelt Gothams aufnehmen. Doch schnell führt ihm der Mord an Thomas und Martha Wayne vor Augen, wie utopisch das ist: Polizei, Politik und Mafia schieben das Verbrechen einem Kleinkriminellen unter, um den Fall möglichst schnell geklärt zu haben. Als Gordon die Zusammenarbeit aufdeckt, wird er von Mafiaboss Falcone gezwungen, seine Verschwiegenheit zu beweisen und seinen indirekten Informanten Oswald Cobblepot umzubringen. Gordon folgt diesem Befehl scheinbar, stößt Cobblepot aber nur in den Gotham River. Dieser schleust sich daraufhin inkognito in das Netzwerk des konkurrierenden Mafiabosses Salvatore Maroni ein. Die Major Crimes Unit – bestehend aus den Detectives Montoya und Allen – untersucht allerdings das Verschwinden ihres Informanten und will Gordon wegen dringenden Mordverdachts festnehmen. Da präsentiert sich Cobblepot als quicklebendig, was Falcones Schergen, unter anderem Victor Zsasz, auf Gordon hetzt. Dieser findet in Montoya und Allen zwei Verbündete, und schließlich stellt sich auch Bullock auf seine Seite. Sie werden von Falcone gefangen genommen, dieser lässt sie aber schlussendlich am Leben. In einer nur für den Zuseher ersichtlichen Szene wird klar, dass Falcone und Cobblepot insgeheim zusammenarbeiten – letzterer sorgte als Spion bei Maroni dafür, dass dieser einen lukrativen Baugrund in Arkham an Falcone abtrat, und ermordete einen Untergebenen Falcones, der putschen wollte. Im Gegenzug bat Cobblepot darum, seinen „Freund“ Gordon am Leben zu lassen. Er spekuliert darauf, dass Gordon eines Tages seine Hilfe benötigen wird – und ihm anschließend einen Gefallen schuldet.
Gordon schafft es unterdessen, im korrupten Polizeirevier Erfolge zu erzielen – so kann er beweisen, dass der Drogenfahnder Arnold Flass und sein Team in Wirklichkeit selber Drogen verkauften und am Mord eines Mannes beteiligt waren. Polizeichef Loeb scheint jedoch nicht daran interessiert zu sein, die Truppe auf Vordermann zu bringen. Gordon wird gar als Wachmann nach Arkham Asylum beordert und kann erst nach Fassen eines weiteren Verbrechers und auf Betreiben von Captain Sarah Essen wieder zum GCPD zurückkehren. In Arkham hat er jedoch die Ärztin Leslie Thompkins kennengelernt, mit der Gordon eine Beziehung beginnt und die als Gerichtsmedizinerin zum GCPD stößt. Loeb will Gordon jedoch nicht den Sieg überlassen und lässt ihm den Fall eines Serienmörders zukommen, der die Angehörigen jedes Polizisten ermordet, der ihm auf die Schliche kommt. Der „Oger“ genannte Mann weiß allerdings nichts von Gordons Liaison mit Thompkins und kidnappt seine Exverlobte Barbara Kean. Diese wird zwar von Jim befreit, aber der Oger hatte sie dazu gebracht ihre Eltern zu töten. In einer Therapiesitzung mit Thompkins dreht Barbara dann durch und versucht Thompkins zu töten, kann aber von dieser überwältigt werden.
Unterdessen hat Maroni herausgefunden, dass Cobblepot für Falcone arbeitet. Der Spitzel kann gerade noch fliehen und bekommt von Falcone einen Nachtclub, den er managen soll. Beide Verbrecherbosse wollen, dass kein offener Konflikt ausbricht, doch Cobblepot, der wegen seines Aussehens auch „Pinguin“ genannt wird, sorgt genau dafür. In diesem Bandenkrieg erschießt die Mafia-Bossin Fish Mooney Maroni, wird aber dann von Pinguin von einem Hochhaus gestoßen. Da sich Falcone entschließt, in den Ruhestand zu gehen, wird Pinguin der neue Verbrecherboss von Gotham, oder, wie er sich selbst nennt, der König von Gotham.
Neben Gordon und Cobblepot stehen auch Selina Kyle und der junge Bruce Wayne im Fokus der Serie. Selina behauptet, den Mord an den Waynes beobachtet zu haben, und kann sich mithilfe ihrer Informationen bei Gordon „freikaufen“, um nicht in eine Jugendstrafanstalt zu kommen. Bruce versucht unterdessen, den wahren Mörder seiner Eltern zu finden, und stößt dabei auf fragwürdige Machenschaften ihrer Firma. Der Aufsichtsrat von Wayne Enterprises sieht die Ermittlungen des Jungen jedoch gar nicht gerne und schickt einen alten Freund von Bruce' Butler Alfred, um herauszufinden, was der Junge weiß. Nachdem Selina diesen umgebracht hat, offenbart ein Aufsichtsratsmitglied, dass auch Bruce' Eltern von den Machenschaften wussten und sie scheinbar akzeptiert hatten.
Außerdem treten weitere aus den Comics bekannte Charaktere auf, wie der Riddler, der Joker, Harvey Dent, Poison Ivy, Scarecrow und Lucius Fox.
Die erste Staffel endet mit einem Cliffhanger: Bruce und Alfred entdecken mithilfe einer versteckten Fernbedienung in der Bibliothek von Wayne Manor einen versteckten Keller, der an die Bathöhle erinnert.

### Staffel 2
In der zweiten Staffel werden weitere neue Charaktere eingeführt, die zum Großteil aus den Comics übernommen wurden, sowie bereits bekannte ausgebaut; mit dem vorgeblichen Philanthropen Theo Galavan tritt zum ersten Mal ein übergeordneter Antagonist auf; Galavan und seine ihm assistierende Schwester Tabitha gehören dem Geheimorden der alten Familie Dumas an, die vor etwa 200 Jahren zu den fünf mächtigsten in ganz Gotham zählte, neben unter anderem auch den Waynes. Aufgrund eines Vorfalls wurden alle Dumas verbannt und der Familienname praktisch ausgelöscht. Deshalb reist der Orden nun nach Gotham, um Bruce Wayne als Racheakt zu töten. Dafür sind Theo und Tabitha gewissermaßen die Vorreiter. Um sich selbst der breiten Öffentlichkeit als Lokalmatador zu präsentieren, arrangiert Galavan heimlich einen Gefangenenausbruch im Arkham Asylum, die Entflohenen sind dabei unter anderem Barbara und der achtzehnjährige Jerome Valeska, einen in der ersten Staffel nur in einer Episode eingeführten Zirkusmitarbeiter, der seine Mutter, die Schlangentänzerin, in einem Wutanfall getötet hatte und sich als vollkommen wahnsinniger Psychopath herausstellte, welcher sehr stark an die Figur des Jokers erinnert. Die Entflohenen bilden zusammen die Maniax und verüben so mehrere terroristische Anschläge in der Stadt, wobei Jerome als Anführer auftritt, unter anderem auch auf dem GCPD-Hauptrevier. Nachdem Jerome auch seinen leiblichen Vater, einen blinden Hellseher, getötet hat, nimmt er auf einer Spendengala Bruce Wayne als Geisel, wird jedoch von Galavan hintergangen und in vorgeblicher Notwehr erstochen.
Galavan stellt daraufhin zunächst sich selbst und dann seine Nichte, Silver St. Cloud, Bruce vor. Diese soll ihm den Kopf verdrehen, damit er ihr vertraut, nur um dann sein Herz zu brechen. Des Weiteren behauptet Galavan, die wahre Identität des Mörders von Bruce' Eltern zu kennen und dafür Beweise zu haben, verwehrt Bruce jedoch die Information. Bruce, der mittlerweile von Alfred im Kämpfen trainiert wird, trickst zusammen mit Selina Silver aus und kommt so an den Namen des Mörders. Diesen sucht er allein auf und will ihn erschießen, tut es jedoch letztendlich nicht und lässt die Waffe liegen. Wenige Sekunden nachdem Bruce das Apartment verlassen hat, erschießt der Mörder sich selbst.
Galavan benutzt inzwischen den neuen Unterweltkönig Oswald Cobblepot, um die Kandidaten für die kommende Bürgermeisterwahl töten zu lassen und auf sich selbst einen fingierten Anschlag in aller Öffentlichkeit verüben zu lassen. Galavan gewinnt daraufhin die Wahl zum Bürgermeister. Das Druckmittel für Oswald war dessen von Galavan eingesperrte Mutter, der einzige Mensch, der Oswald je geliebt hat. Nach einem gescheiterten Versuch, sie zu befreien, wird sie von Tabitha erstochen, wofür Oswald den Galavan-Geschwistern blutige Rache schwört. Dies gelingt ihm schließlich auch, indem er Gordon zweckmäßig dabei hilft, Bruce zu retten, der vom mittlerweile eingetroffenen Dumas-Orden entführt worden ist. Der dabei anwesende Galavan wird von Oswald und Gordon zum Fluss gebracht, wo er von ersterem mit einem Baseballschläger halb zu Tode geprügelt und dann von Gordon erschossen wird. Tabitha und Silver können in der Zwischenzeit fliehen. Noch in derselben Nacht offenbart Leslie Jim, dass sie schwanger ist, woraufhin er ihr einen Heiratsantrag macht. Der Sieg über Galavan schließt die erste Hälfte der zweiten Staffel ab.
Im Laufe der Staffel freundet sich Oswald zufällig mit dem GCPD-Forensiker Edward Nygma an, der eine neurotische Affinität für Rätsel hat. Nachdem Oswald sich einige Zeit bei ihm versteckt, wird er aus Unachtsamkeit von der Polizei geschnappt und für den Mord an Galavan ins Arkham Asylum eingeliefert, wo er auf den neuen Einrichtungsleiter stößt, Prof. Dr. Hugo Strange. Strange und seine Assistentin, Miss Ethel Peabody, unterhalten nicht nur fragwürdige Behandlungsmethoden, vornehmlich Elektroschocks, sondern auch eine geheime unterirdische Einrichtung unter Arkham, die Indian Hill genannt wird und anscheinend eine Abteilung von Wayne Enterprises ist.
Während Strange Oswald einer Gehirnwäsche unterzieht, die seine boshafte Persönlichkeit scheinbar positiv verändert, driftet der an Wahnvorstellungen leidende Edward Nygma immer mehr in Paranoia ab. Nachdem er lange Zeit versucht hat, die GCPD-Archivarin Miss Kristen Kringle zu beeindrucken, kommt er aufgrund seiner durch Schizophrenie ausgelösten Persönlichkeitsveränderung schließlich mit ihr zusammen, erwürgt sie jedoch versehentlich im Streit, nachdem sie herausgefunden hat, dass Ed ihren Exfreund und Police Officer aus Eifersucht getötet hat, nachdem dieser Kristen mehrmals geschlagen hat. Gordons Freundin, die Gerichtsmedizinerin Dr. Leslie Thompkins, genannt Lee, die mit Kristen befreundet war und sich über ihr Verschwinden wundert, bittet Gordon, dieses aufzuklären. Genau das wiederum lässt Ed fälschlicherweise glauben, Gordon sei ihm explizit auf der Spur. Um Gordon daher loszuwerden, hängt Ed ihm den Mord an einem neu rekrutierten Mitglied der Spezialeinheit an, woraufhin Jim ins Blackgate Gefängnis muss. Da Jim davon ausgeht, Blackgate nie mehr zu verlassen, rät er Lee, mit dem ungeborenen Baby fortzugehen, was sie schweren Herzens auch tut. Später erfährt Jim von Harvey, dass Lee das Baby verloren hat. Mit der Hilfe von Carmine Falcone befreit Harvey Jim aus Blackgate und hilft ihm weiter dabei, seine Unschuld zu beweisen.
Nachdem Jim Ed enttarnen konnte, kommt dieser nach Arkham, wo Oswald bereits entlassen wurde. Dieser begegnet am Grab seiner Mutter zufällig seinem leiblichen Vater, Elijah Van Dahl. Oswald begleitet ihn auf sein Anwesen, um dort zu leben, stößt bei seiner Stiefmutter, seiner Stiefschwester und seinem Stiefbruder allerdings auf massive Abneigung. Sie wollen Oswald vergiften, bevor Elijah ihm alles vererben kann, doch Elijah trinkt unwissentlich das Gift, das für Oswald bestimmt war.
Da das Anwesen nun seiner Stiefmutter gehört, er aber nirgendwo sonst hin kann, nehmen sie ihn als Haushaltskraft auf. Nachdem Oswald durch Zufall die Karaffe mit dem Gift entdeckt, macht dies seine Gehirnwäsche rückgängig, woraufhin er aus Rache für den Mord an seinem geliebten Vater seine Stiefgeschwister buchstäblich zu Hackbraten verarbeitet, diesen seiner unwissenden Stiefmutter serviert und sie nach seiner Offenbarung tötet.
Strange schafft es derweil in Indian Hill, Tote wiederzubeleben, unter anderem Galavan. Aufgrund einer Amnesie hält sich dieser nun für den Kreuzritter und angeblichen Todesengel Azrael, wird jedoch umgehend von Oswald mittels eines Raketenwerfers vollkommen zerfetzt und somit endgültig getötet. Die anderen Experimente können aus Indian Hill fliehen, angeführt von der ebenfalls wiedererweckten Fish Mooney, die nun mittels Handberührung Menschen ihren Willen aufzwingen kann. Über Strange, der ein früherer Bekannter von Thomas Wayne und der Auftraggeber für dessen Mord war, erhalten Bruce und Alfred einen Hinweis, der sie zum geheimnisvollen Rat der Eulen führen soll, wo Bruce hofft, noch mehr über seinen Vater zu erfahren.
Die zweite Staffel geht im Vergleich zur ersten öfter mittels Nebenhandlungen auf die Entstehungsgeschichten einiger Schurken aus den Batman-Comics ein, namhaft zum Beispiel Mr. Freeze und Firefly.

### Staffel 3
Seit dem Ende der zweiten Staffel sind 6 Monate vergangen; Jim hat sich auf die Suche nach Lee gemacht, musste jedoch feststellen, dass diese mittlerweile einen neuen Freund hat. Nach seiner Rückkehr nach Gotham füllt er die Leere in sich, indem er als Kopfgeldjäger Stranges Monster fängt, da er, seit Nygma ihn ins Gefängnis gebracht hat, seinen Posten als Detective nicht wieder aufgenommen hat. Der ehemalige Wayne Enterprises Angestellte Lucius Fox, mittlerweile ein Freund von Bruce und Alfred, der Bruce' Vater kannte, ist nach Nygmas Verhaftung der neue Kriminalforensiker beim GCPD. Oswald stachelt die Bürger zur Hetze gegen Fish Mooney und ihre Monster auf und Barbara und Tabitha leiten mittlerweile einen Nachtclub, The Sirens Club.
Nachdem Oswald Fish Mooney erfolgreich aus der Stadt verjagt hat, kandidiert er zum Bürgermeister. Um seinen Wahlkampf anzukurbeln sorgt er dafür, dass sein Freund Ed Nygma aus Arkham entlassen wird. Dank Ed gewinnt Oswald die Wahl tatsächlich und dieser ernennt Ed daraufhin zu seinem Stabschef.
Barbara und Tabitha erhalten derweil Besuch vom neu in die Stadt gereisten Jervis Tetch, einem Hypnotiseur. Tetch ist auf der Suche nach seiner Schwester Alice, auf die er seit dem Tod ihrer beider Eltern aufpasst und die vor ihm floh. Tetch beauftragt Gordon damit, Alice zu finden und erzählt ihm, dass Alice Patientin in Indian Hill war. Darum trägt sie einen Virus in ihrem Blut, der die schlimmsten Eigenschaften in einem Menschen zum Vorschein bringt. Jim findet Alice und versucht, sie vor Jervis zu beschützen, dieser pfählt sie jedoch versehentlich und gibt Gordon die Schuld daran, sie gegen ihn aufgehetzt zu haben. Tetch schwört der Stadt Gotham daraufhin unerbittliche Rache; er will die Stadt mit dem Blutvirus seiner Schwester vergiften.
Lee reist derweil zusammen mit ihrem Verlobten Mario Calvi nach Gotham, um dort zu heiraten. Es stellt sich schnell heraus, dass Mario der Sohn von Carmine Falcone ist. Als Lee zufällig auf Jim trifft, erfährt er auch davon. In den Wochen bis zur Hochzeit wächst in Mario die Eifersucht gegenüber Jim bis ins Wahnhafte, da er glaubt, Lee würde Jim noch lieben. Es zeigt sich, dass Mario mit dem Virus infiziert ist, was jedoch keiner weiß.
Jervis unternimmt derweil weitere Anschläge, um die Stadt zu vergiften und sich an Jim zu rächen, dieser schafft es jedoch, auch indem er letztlich doch wieder zum GCPD stößt, Jervis zu stellen und ihn in Arkham einzufliefern.
Von Jervis erfährt Jim schließlich, dass er Mario vergiftet hat. Jim sucht daraufhin Mario, der an jenem Tag Lee heiratet. Kurz nach der Hochzeit übermannt Mario die Eifersucht und er versucht, Lee von hinten zu erstechen. In letzter Sekunde taucht Jim auf und erschießt Mario mit erhobenen Messer. Da Lee das Messer nicht gesehen hat, glaubt sie Jim nicht und denkt, er hätte Mario aus Eifersucht getötet, wofür sie ihn hassen lernt.
Schließlich muss jedoch auch Lee einsehen, dass Mario infiziert war, als Jervis ihr offenbart, dass genau das sein Plan war; Mario zu vergiften, damit Jim gezwungen ist ihn zu töten, damit Lee Jim hasst. Er konnte nicht einfach nur Lee vergiften. Der Tod von Mario schließt die erste Hälfte der dritten Staffel ab.
Ed hat derweil eine Frau namens Isabella kennengelernt, die Kristen Kringle zum Verwechseln ähnlich sieht und in die er sich neu verliebt. Oswald jedoch hat mittlerweile romantische Gefühle für Ed entwickelt, weshalb er Isabella heimlich töten lässt und seinen ehemaligen Handlanger Butch Gilzean dafür verantwortlich macht, da Butch Ed hasst. Ed entführt und foltert daraufhin Butch und Tabitha, die nun zusammen sind, und hackt Tabitha eine Hand ab, wie Oswald es zuvor mit Butch getan hat. Als Butch jedoch widersprüchliche Aussagen über den Mord an Isabella macht (er hat sie angeblich erschossen, in Wahrheit wurden ihre Bremsleitungen durchgeschnitten), begreift Ed, dass Butch nicht der Mörder sein kann. Barbara, die über Oswalds Haushälterin von dessen Liebe für Ed erfahren hat, kommt zu dem Schluss, dass Oswald Isabella umgebracht hat. Sie bildet eine Allianz mit Ed, Oswald zu vernichten, um Königin von Gotham zu werden, obwohl sie Tabitha versprochen hat, Ed für ihre abgehackte Hand zu töten.
Derweil bekommen es Jim und Harvey mit einem neuen Fall zu tun, der äußerst bizarr ist; seit Jeromes Tod hat sich ein stetig wachsender Kult gebildet, der Jerome wie einen Messias verehrt. Deshalb wollen sie Jerome, dessen Leichnam sich im Besitz von Indian Hill befand, wiedererwecken. Nach dem ersten gescheiterten Versuch schneidet der Rädelsführer von Jeromes Anhängern diesem das Gesicht ab und trägt es als Maske, um zu zeigen, dass jeder Jerome sein kann. Jerome wacht jedoch tatsächlich wieder auf, tötet den Rädelsführer und befestigt sein Gesicht mit einem Tacker. Jerome erinnert sich daran, dass er vor seinem Tod versucht hat, Bruce Wayne zu töten und entführt ihn deshalb zu einem Jahrmarkt, wo er ihn vor seinen Anhängern hinrichten will. Bruce kann sich jedoch befreien und besiegt Jerome im Zweikampf, als Jim und Alfred auftauchen, um ihn zu retten. Jerome wird daraufhin nach Arkham gebracht, wo ihm sein Gesicht wieder angenäht wird.
Ed schafft es mittels ausgeklügelter Manöver, Oswalds Paranoia gegen ihn zu verwenden und ihn die Stimme des Volkes verlieren zu lassen. Als er Oswald glauben lässt, Barbara hätte ihn entführt, lockt Ed ihn somit in eine Falle. Ed bringt Oswald zum Pier, wo er ihm in den Bauch schießt und ihn in den Fluss schubst.
Ed versucht daraufhin, herauszufinden, wer er ohne Oswald sein kann, wodurch er vollends zum Riddler wird. Oswald unterdessen wird von Ivy Pepper, Selina Kyles Freundin, die durch die Handberührung eines von Stranges Monstern in eine Erwachsene verwandelt wurde, aus dem Fluss gerettet und bildet gemeinsam mit Victor Fries, alias Mr. Freeze, und Selinas Freundin, Bridgit Pike, alias Firefly, eine Armee aus Freaks, um Ed und Barbara zu töten.
Jim erhält währenddessen überraschenden Besuch vom Bruder seines Vaters, Frank Gordon. Durch diesen erfährt Jim von der Geheimorganisation der Rat der Eulen, welcher seit Jahrhunderten die geheimen Herrscher von Gotham stellt. Bruce und Alfred haben durch Informationen von Hugo Strange ebenfalls erfahren, dass der Rat der Eulen Hugo Strange damit bedacht hat, Thomas Wayne umbringen zu lassen, weshalb sie mit Selina wochenlang gegen den Rat ermittelten. Der Rat will nun mithilfe des Alice-Tetch-Virus die ganze Stadt vergiften, um Gotham zu vernichten. Gleichzeitig lässt der Rat Bruce entführen, damit ihn ein für den Rat arbeitender Schamane einer Gehirnwäsche unterzieht. Seinen Platz in Gotham nimmt ein Klon ein, der von Strange geschaffen wurde. Dies fällt Selina jedoch auf und der Klon, welcher bald sterben wird, verschwindet. Nachdem Frank Gordon Suizid begangen hat, versuchen Jim, Harvey und Alfred, den Plan des Eulenrates zu verhindern.
Nachdem Jim Barbara dazu gebracht hat, für ihn in dieser Sache wichtige Informationen herauszufinden, wollen sie und Ed den Rat selbst stürzen, um selbst die Kontrolle in Gotham zu übernehmen.
Als Bruce nach Gotham zurückkehrt, ist er ein Diener des Rates und lernt dessen wahren Anführer kennen, Ra's Al Ghul. Dieser lässt die Ratsmitglieder töten und will, dass Bruce sein Nachfolger wird. Dies war die ursprüngliche Initialzündung dafür, dass Bruce' Eltern sterben mussten. Jim findet heraus, dass Jervis Tetch' Blut als Gegenmittel für das Virus genutzt werden könnte. Dieser wird aus genau diesem Grund jedoch von Ed und Barbara entführt. Barbara will die Kontrolle über die Stadt, Ed will Oswald, der sich aktuell in Polizeigewahrsam befindet. Jim und Harvey wollen daraufhin Oswald gegen Tetch austauschen. Ed will Oswald erneut zum Pier bringen, da Oswald dies jedoch geahnt hat, rief er vorher Firefly und Freeze an; letzterer friert Ed ein, der daraufhin die Hauptattraktion in Oswalds neuem Club werden soll.
Lucius Fox konnte mittlerweile ein Gegenmittel für das Virus entwickeln, wodurch die Zerstörung Gothams aufgehalten werden konnte. Alfred ist Bruce zu Ra's Al Ghul gefolgt. Dort schafft dieser es zwar, Bruce dazu zu bringen, Alfred zu erstechen, daraufhin durchbricht Bruce aber auch seine Gehirnwäsche. Mit Wasser aus der nahegelegenen Lazarusgrube, von der Ra's erzählte, dass sie ihn mehrmals wiedergeboren hat, kann Bruce Alfred wiederbeleben.

### Staffel 4
Drei Monate nach der Zerstörung des Alice-Tetch-Virus ist die Kriminalität in Gotham um 57 % gesunken und das dank Oswalds neuem Lizenzierungssystem für kontrollierte Straftaten. Jim wendet sich dahingehend an den einzigen Mann, von dem er glaubt, dass er Oswald aufhalten kann, Carmine Falcone. Dieser sieht jedoch nicht ein, wieder nach Gotham zurückzukommen, stattdessen begleitet seine Tochter Sofia Jim zurück nach Gotham, um Oswalds Vertrauen zu gewinnen.
Währenddessen hat ein verrückter Fan des Riddlers diesen aus Oswalds Iceberg Lounge befreit, wo dieser auf Eis lag. Nachdem er festgestellt hat, dass der Kryoschlaf seinem genialen Intellekt zugesetzt hat, lässt er seine Verehrerin zurück, die später von Oswald getötet wird.
Nach dem kläglichen Versuch, sich alleine durchzuschlagen, trifft Ed auf Butch Gilzean, der, nachdem Barbara ihn erschossen hat, in einem Sumpf abgeladen wurde, der mit Indian-Hill-Abfällen verseucht ist, was ihn hat mutieren lassen. Er erinnert sich nicht mehr an seine Identität oder sonst irgendetwas, weshalb er Ed vertraut. Butch glaubt außerdem, dass sein Name Solomon Grundy ist. Die beiden suchen einen Boxclub auf, wo Grundy durchs Kämpfen Geld für Eds Gehirnheilung gewinnen soll, damit dieser im Gegenzug Grundy bei seinem Zustand helfen kann. Die beiden treffen dort auch auf Lee Thompkins, die, nachdem die Boxclubbesitzerin getötet wurde, eine Art Anführerin für das Armenviertel wird. Ed bleibt bei ihr und freundet sich mit ihr an. Später offenbart sie ihm, dass sein gehemmter Intellekt mittlerweile nur noch psychosomatisch blockiert ist. Ed stellt daraufhin fest, dass sein Intellekt unlöslich mit seiner Riddler-Persona verknüpft ist. Da er als Riddler Lee höchstwahrscheinlich töten würde, versucht er, diese zu unterdrücken, weil er Lee mittlerweile sehr mag.
Bruce und Alfred haben unterdessen Nachforschungen über Ra's Al Ghul angestellt und herausgefunden, dass Ra's über 2.000 Jahre alt ist und eine sogenannte Liga der Schatten anführt. Sie gelangen in den Besitz des einzigen Gegenstandes, der Ra's zu töten vermag, einen besonderen, ebenfalls über 2.000 Jahre alten Dolch. Mit diesem tötet Bruce Ra's, was zu seinem ersten Mord wird, woraufhin er eine ganze Weile in Depression verfällt.
Zeitgleich erscheint ein neuer Serienkiller in Gotham, der maskierte Professor Pyg. Nachdem Harvey bei einer Gebäudeumstellung zahlreiche Cops mit seinen Entscheidungen in den Tod geführt hat, erpresst Sofia den Bürgermeister, sodass nach Harveys Degradierung Jim der neue Captain des GCPD wird. Nach einigen Fehlschlägen schafft Jim es, Pyg zu verhaften.
Sofia, die mittlerweile das Vertrauen Oswalds erlangt hat, zeigt diesem, dass sie Schirmherrin für ein Waisenheim ist, in dem Oswald sich des Jungen Martin annimmt.
Schon bald jedoch zeigt sich, dass Sofia nur auf ihrer eigenen Seite ist; sie selbst will die Königin von Gotham werden, weshalb Oswald Falcone kontaktiert, der kommt, um sie abzuholen. Dabei jedoch wird Falcone von einem Attentäter erschossen. Wie sich herausstellt handelt es sich dabei um den entflohenen Auftragskiller Lazlo Valentin, alias Professor Pyg. Dieser wurde von Sofia eingesetzt, um ihren Vater zu beseitigen, und um Harvey als schlechten Captain darzustellen, da sie glaubt, mit Jim als Captain hätte sie das GCPD definitiv in der Hand. Nachdem ihr Plan aufgedeckt ist, erschießt Sofia Pyg.
Sofia verlangt von Jim, Oswald für den Mord an Martin zu verhaften, doch in Wahrheit hat Oswald Sofia glauben machen lassen, er hätte ihn getötet, damit sie ihn nicht als Druckmittel verwenden kann. Martin wurde von Victor Zsasz sicher aus der Stadt gebracht, doch da Zsasz nicht weiß, wer Falcone getötet hat, und glaubt, dass es Oswald war, schwärzt er diesen an, woraufhin Oswald erneut in Arkham landet.
Eds Riddler-Persona, die zeitweise seinen Verstand übernehmen kann, schickt einen verschlüsselten Brief an Oswald, dem Oswald entnimmt, dass der Riddler-Teil von Ed sich mit ihm verbünden und ihm beim Ausbruch helfen will. Daher bittet Oswald Ed per Brief um ein Treffen. Bevor Ed sich sogar selbst einweisen lassen will, spricht Oswald den Namen des Riddlers aus, was diesen befreit, und dauerhaft die Kontrolle über Ed übernehmen lässt. Kurz darauf befreit der Riddler Oswald und die beiden wollen, gemeinsam mit Jim und Lee, Sofia Falcone zu Fall bringen. Nach mehrfachem Hin und Her versetzt Lee Sofia mit einem Kopfschuss ins Koma.
Bald darauf findet in Arkham ein riesiger Gefangenenausbruch statt; die Drahtzieher sind Jervis Tetch, alias Mad Hatter, der junge Jonathan Crane, der aufgrund einer Überdosis angstauslösendem Giftstoff Halluzinationen von Vogelscheuchen (Scarecrows) hat, und Jerome Valeska. Valeska hat den Plan, die Stadt in den Wahnsinn zu treiben, daher soll Jervis die ganze Stadt hypnotisieren, was Jim allerdings verhindern kann. Nachdem Jerome seinen Onkel erschossen hat, findet er heraus, wo sich sein bislang unbekannter, eineiiger Zwillingsbruder aufhält. Jeremiah Valeska, ein genialer Architekt und Ingenieur, arbeitet unter den Namen Xander Wilde und versteckt sich zusammen mit seiner überaus loyalen Leibwächterin und persönlichen Assistentin Ecco in einem unterirdischen Bunker vor Jerome, den er seit frühester Kindheit fürchtet. Jerome versucht, seinen Bruder zu entführen, scheitert allerdings dank Jim und Harvey. Um an seinen Bruder und Bruce Wayne zu gelangen, nimmt Jerome einige hochgestellte Politiker Gothams als Geiseln. Gleichzeitig will Jerome einen Zeppelin über die Stadt fliegen lassen, der ein von Crane geschaffenes Giftgas verteilen soll, welches jedes Opfer verrückt werden lässt. Dafür holt Jerome sich die Hilfe von Mr. Freeze, Firefly, Oswald und Grundy, beziehungsweise Butch, der dank Tabitha zumindest seinen Verstand wiederhat. Oswald verrät die Legion der Schrecklichen jedoch an Jim, aus Angst vor Jeromes Größenwahn. Deshalb sperren Tetch und Crane Oswald kurzerhand in den Zeppelin. Er kann jedoch den Piloten bewusstlos schlagen und den Zeppelin aufs offene Meer zusteuern. Jeromes Geiselnahme geht derweil schief, als seine Geiseln befreit werden und Jim ihn auf das Dach eines Hochhauses verfolgt, wo er Jerome anschießt, der sich daraufhin lachend vom Dach fallen lässt und stirbt. Jeremiah findet, wieder in seinem Bunker, ein Geschenk. Nachdem er es geöffnet hat, kriegt er eine besondere Mischung von Cranes Giftgas direkt ins Gesicht.
Jeremiah, getrieben davon, seinen Bruder zu übertreffen, will Gotham in den Ort verwandeln, wo er sich zuhause fühlt; ein Labyrinth. Deshalb will er unzählige Energiegeneratoren in der Stadt verteilen, nachdem er sie zu Bomben umfunktionieren konnte. Dies gelingt ihm auch; er sprengt die Brücken zum Festland, wodurch Gotham von der Außenwelt abgeschnitten wird.
Die vierte Staffel endet mit einem Cliffhanger: Nachdem Ed und Lee kurzzeitig zusammen waren, erstechen sie sich hinterrücks gegenseitig. Oswald lässt sie zu Hugo Strange bringen, der vorher den körperlichen Zustand von Butch wieder hergestellt hat. Butch wird jedoch sofort von Oswald erschossen, womit er sich an Tabitha für den Mord an seiner Mutter rächen möchte. Jeremiah schießt zugleich hinterhältig auf Selina, die daraufhin in Lebensgefahr schwebt.

### Staffel 5
87 Tage nachdem die Brücken gesprengt wurden, ist Gotham zum Niemandsland erklärt und von der Regierung aufgegeben worden. Nur wenige blieben zurück, darunter auch Jim und das GCPD, welches versucht, wenigstens die Armen, Kranken und Schwachen zu beschützen. Das meiste von Gotham fiel jedoch territorial an die Gangs, darunter Oswald, dem die größten Ländereien und die meisten Waffen gehören. Vom Rathaus aus leitet er eine Munitionsfabrik. Um sich an Oswald für den Mord an Butch zu rächen, versucht Tabitha, Oswald mit einer seiner Patronen zu erschießen, die jedoch dazu neigen, Ladehemmungen zu verursachen, woraufhin Oswald Tabitha erstechen und somit töten kann.
Lucius Fox konnte mit der Hilfe von Bruce Wayne den Wohnkomplex Haven einrichten, in dem die Flüchtlinge möglichst sicher aufgehoben sind. Dieser wird von einem Unbekannten jedoch in die Luft gesprengt.
Der offenbar noch lebende Ed scheint nächtlich zu schlafwandeln und versucht herauszufinden, was mit ihm nicht stimmt. Er kann sich nie an irgendetwas, das er gemacht hat, erinnern. Nachdem er sich selbst eine Notiz hinterlassen hat, findet er heraus, dass er es war, der Havens Gasleitungen mit einem Raketenwerfer beschossen hat, und ist schockiert.
Jim erhält Unterstützung von einigen Soldaten unter der Führung seines ehemaligen Armeekameraden Eduardo Dorrance. Dieser hat den Befehl erhalten, die kriminellen Eigenschaften Gothams zu beseitigen, damit Gotham wieder mit dem Festland vereinigt werden kann.
Bei der Jagd nach Ed Nygma muss Jim jedoch herausfinden, dass Ed Haven nur gesprengt hat, weil Hugo Strange ihm in Eduardos Auftrag einen Kontrollchip ins Gehirn eingepflanzt hatte. Somit ist Eduardos Vorgesetzte, Theresa Walker, die seit Monaten Hilfskräfte verweigert hatte, für Havens Zerstörung verantwortlich. Dies geschah, weil Walker nicht zulassen wollte, dass Jim mit Haven den Eindruck erwecken könnte, Gotham sei es wert, gerettet zu werden. Eduardo will Jim zum Zweikampf zwingen, indem er offenbart, Lee Thompkins in seiner Gewalt zu haben. Im Zweikampf kann Jim Eduardo lebensgefährlich verwunden und Lee befreien. Später wird Eduardo allerdings von Walker zu Hugo Strange gebracht, der ihn in Bane verwandelt; obgleich er jetzt dauerhaft eine Atemmaske tragen muss, ist er nun übermenschlich stark.
Barbara offenbart allen, dass sie nach einem One-Night-Stand mit Jim schwanger ist. Sie will mit Selina aus Gotham verschwinden, weil sie Angst hat, Jim könnte ihr das Baby wegnehmen. Deshalb verbünden sie sich mit Oswald und Ed, die auch aus Gotham rauswollen, weshalb sie ein U-Boot bauen. Im Gegenzug dafür sehen Barbara und Selina davon ab, Oswald wegen des Mordes an Tabitha zu töten. Zu allem Überfluss sucht Barbara sich ausgerechnet Lee als Geburtshelferin aus.
Jeremiah Valeska hat derweil fleißig an seinem weiteren Vorgehen getüftelt. Er lockt Bruce in eine Falle, indem er die Nacht von der Ermordung seiner Eltern nachstellen will. Dabei ist er der Mörder, um so ein emotionales Band zwischen sich und Bruce zu knüpfen. In den Hauptrollen befinden sich unfreiwillig Jim und Lee. Mit Selinas Hilfe kann Bruce die beiden jedoch befreien und Jeremiah bis in die Chemiefabrik Ace Chemicals verfolgen. Dort stürzt Jeremiah während eines tödlichen Faustkampfes in einen Chemikalientank. Er trägt schwere Verätzungen davon und zeigt keinerlei Hirnaktivität mehr.
Oswald und Ed sind nach mehreren Wochen fast mit dem Bau des U-Boots fertig. Da bekommt Barbara ihre Wehen und fährt zu Lee ins Krankenhaus. Am gleichen Tag ist die Zusammenführung von Gotham mit dem Festland geplant. Dies wird jedoch von Bane behindert, der Jim und Bruce entführt und sie zu Walker bringt. Dort offenbart Walker, dass sie in Wahrheit die Tochter von Ra's al Ghul ist und Nyssa al Ghul heißt. Für den gemeinsamen Mord an ihrem Vater will Nyssa Bruce und Barbara töten, weshalb Bane ins Krankenhaus kommt. Dort schafft es Barbara, ihr Kind zu gebären, wird jedoch mitsamt ihrer neugeborenen Tochter von Bane entführt. Bruce und Jim schaffen es in der Zwischenzeit, zu entkommen. Jim kann derweil Barbara und ihre Tochter aus Nyssas Gefangenschaft befreien und Nyssa schwer verwunden. Während Nyssa flieht, gibt sie den Befehl, Gotham mittels Bombardements zu vernichten. Nachdem Oswald und Ed sich dazu entschieden haben, Gotham nicht zu verlassen, sondern es zu verteidigen, kann Nyssa angeschlagen mit deren U-Boot entkommen. Bane und seine Offiziere stehen kurz davor, das GCPD einzunehmen und die dort befindlichen Flüchtlinge zu erschießen. Bruce und Selina schaffen es durch die Sprengung des Wayne Towers zwar, einen Großteil der Armee auszuschalten, jedoch steht ihnen immer noch ein erbittertes Gefecht bevor. Bei der Verteidigung des GCPD verliert Oswald durch eine von Bane gezündete Handgranate sein rechtes Auge. Letztendlich sieht es so aus, als würden Jim und die anderen vor einem Erschießungskommando stehen. Als sich die Flüchtlinge jedoch vor dem GCPD versammeln legen die Soldaten, die nur widerwillig Banes furchteinflößendem Befehl gehorchen, ihre Waffen nieder. Bane und seine Offiziere sind unterlegen und werden in Haft genommen.
Einige Zeit später ist Gotham wieder Teil des Festlandes und Jim wird feierlich zum Commissioner ernannt. Bruce hat allerdings den Entschluss gefasst, Gotham auf unbestimmte Zeit zu verlassen. Selina erfährt davon jedoch erst, als dieser bereits fort ist.
Das Finale spielt zehn Jahre später; es stellt sich heraus, dass Jim sechs Monate nach der Schlacht um Gotham dafür gesorgt hat, dass Ed nach Arkham und Oswald nach Blackgate eingeliefert wurden. Heute, nach einem Jahrzehnt, soll Oswald jedoch wieder entlassen werden. Zudem soll am selben Tag die feierliche Rückkehr von Bruce Wayne stattfinden. Jim ist mittlerweile mit Lee verheiratet und teilt sich mit Barbara das Sorgerecht für ihre gemeinsame Tochter Barbara Lee Gordon, die von ihrer Mutter nach den drei Personen benannt wurde, denen sie vertraut. Nach Oswalds Entlassung bringt dieser Jim mit Waffengewalt zum Pier, um ihn dort für seinen heimtückischen Verrat, der Verweigerung einer Generalamnestie wie sie Barbara erfahren hat, zu erschießen. Jim entkommt ihm jedoch, indem er in den Fluss springt.
Ed wird von einem Unbekannten aus Arkham befreit und er denkt, es sei Oswald. Daraufhin will er bei der Wiedereröffnung des Wayne Towers diesen in die Luft sprengen, wird jedoch von Barbara und der mittlerweile erwachsenen Selina, einer Juwelendiebin, aufgehalten. Als Ed abgeführt wird, kann Oswald ihn jedoch befreien. Im Wayne Tower stellen Jim und die anderen fest, dass nicht Ed oder Oswald den Bombenanschlag geplant haben, sondern Jeremiah Valeska, der seinen Hirntod nur vorgetäuscht und sich zehn Jahre lang komatös gestellt hat. Zusammen mit Ecco will er Jims und Barbaras Tochter entführen. Dabei schafft es Barbara jedoch, Ecco in den Bauch zu stechen. Um sie zu erlösen, erschießt Jeremiah seine Geliebte. Jim findet Jeremiah in der Ace Chemicals Fabrik wieder. Dort wird Jeremiah von einem maskierten Unbekannten ausgeschaltet und Jim kann seine Tochter retten. Dieser Unbekannte setzt kurz darauf Ed und Oswald fest. Während die Polizei die beiden abführt, sind Alfred und Lucius anwesend und unterhalten sich darüber, als einzige in ein gewisses Geheimnis von Bruce eingeweiht zu sein.
Noch während des Gefangenentransportes können Ed und Oswald fliehen, lassen es aus Furcht vor einem gewissen als Fledermaus verkleideten Mann jedoch für heute gut sein. Selina, die noch immer sehr gekränkt ist, weil Bruce sie einfach so ohne Verabschiedung zehn Jahre lang zurückgelassen hat, unterhält sich auf einem Dach mit ihm. Er entschuldigt sich bei ihr, bittet sie allerdings zugleich darum, den Diamanten, den sie gestohlen hat, wieder zurückzubringen. Zuletzt sieht man, wie Jim und Harvey das Flutlicht auf dem Dach des GCPDs wieder einschalten. Alfred stößt dazu und entschuldigt Bruce' Abwesenheit, da dieser verhindert sei. Harvey fällt eine Gestalt auf einem der Häuserdächer auf, die eine Maske und einen Umhang trägt. Er fragt sich, wer das sein könnte, während Jim meint, dass es sich dabei um einen Freund handelt.

## Hintergrund

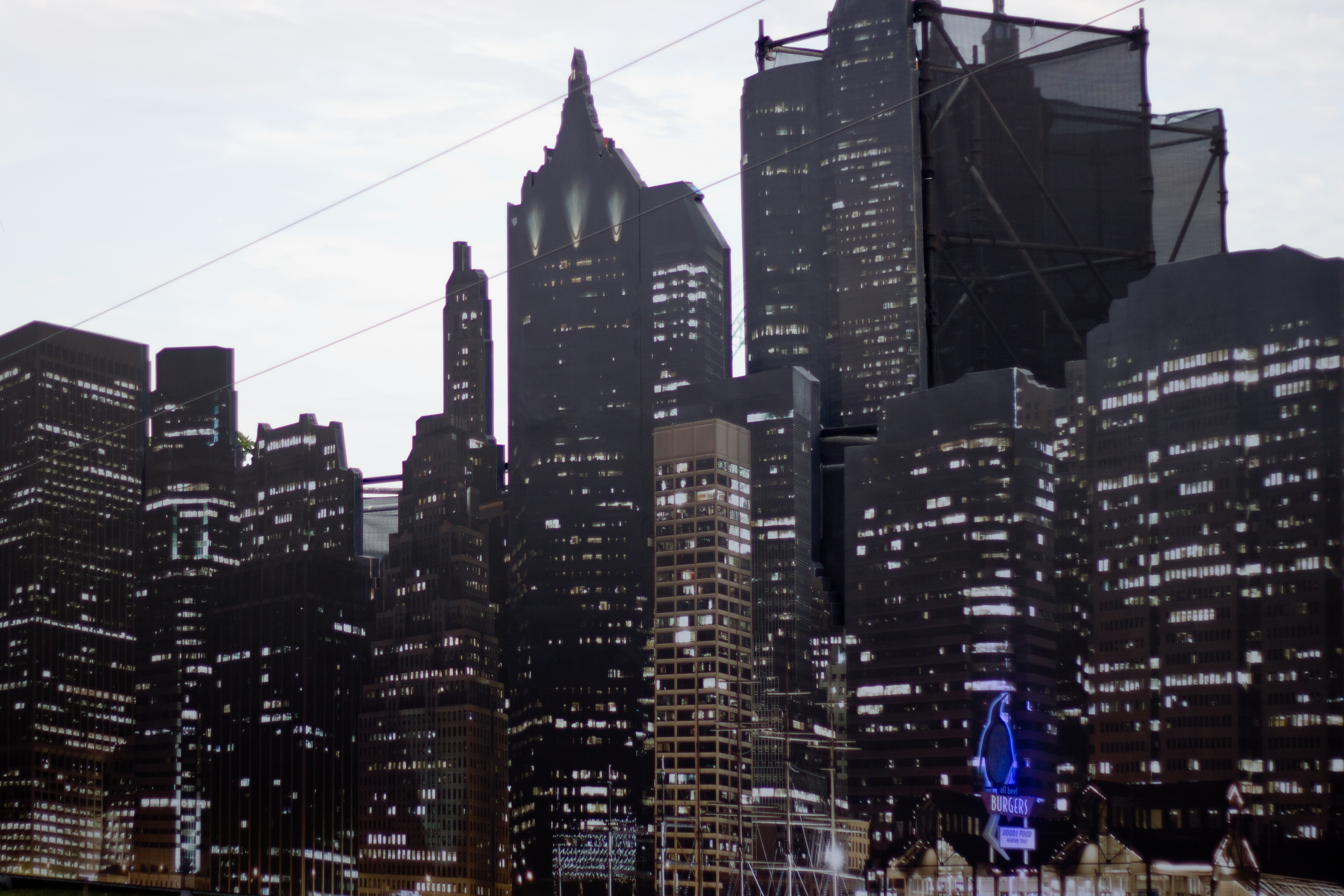
Die Kulisse von Gotham City

Ende September 2013 gab der US-amerikanische Fernsehsender Fox bekannt, dass sie eine Serie über die Anfänge des Commissioner Gordon aus den Batman-Comics produzieren lassen wollen. Dabei bestellte der Fernsehsender nicht nur eine Pilotfolge, sondern ließ gleich eine ganze Handlung für die erste Staffel verfassen. Die Idee zur Serie entwickelte Bruno Heller.
Die Hauptrolle des James Gordon konnte sich im Februar 2014 Ben McKenzie sichern. Außerdem stießen Donal Logue und Jada Pinkett Smith zur Fernsehserie. Die Newcomerin Camren Bicondova wurde für die Rolle der Selina Kyle besetzt, die später zu Catwoman wird. Im Mai 2014 gab Fox der Serie grünes Licht für die Produktion einer ersten Staffel. Kurz nach der Serienbestellung wurden Cory Michael Smith, Victoria Cartagena und Andrew Stewart-Jones zu Hauptdarstellern befördert.
Die Serie wurde nicht als Vorgeschichte einer Filmreihe konzipiert, sondern soll eine in sich abgeschlossene Geschichte darstellen. Für die erste Staffel waren zunächst 16 Episoden vorgesehen, im Oktober 2014 wurde die Anzahl auf 22 erhöht.
Im Oktober 2014 wurde Nicholas D’Agosto für die Nebenrolle des Harvey Dent engagiert. Die Rolle wurde für die zweite Staffel zu einer Hauptrolle ausgebaut. Außerdem wurden Morena Baccarin und Chris Chalk, die beide in der ersten Staffel Gastauftritte hatten, in die Hauptbesetzung mit aufgenommen.

## Kritik
„Wer von Gotham eine Neuinterpretation des Batman-Stoffs erwartet, wird vielleicht enttäuscht werden. Doch eines gelingt der Serie auf jeden Fall – sie vereint die besten Elemente der herausragenden Filme: Das Ironische, Überdrehte eines Tim Burton. Und das Düstere, Brutale eines Christopher Nolan.“

„Trotz aller Absurditäten, hanebüchener und himmelschreiender Geschichten erfüllte «Gotham» seinen Zweck. Es bildete eine komplett verrückte Stadt ab und gebar einen Batman aus Dunkelheit und Blut, um letztlich zu beweisen, dass man Batman nicht braucht, um eine tolle Batman-Geschichte zu erzählen.“

## Besetzung
Die Synchronisation entstand nach einem Dialogbuch von Oliver Müller, Tobias Müller, Holger Twellmann und Michael Schernthaner und unter der Dialogregie von Tobias Müller durch die Synchronfirma Arena Synchron GmbH in Berlin.

### Hauptbesetzung
| Rollenname                                  | Schauspieler/in      | Hauptrolle | Nebenrolle                  | Synchronsprecher/in |
| ------------------------------------------- | -------------------- | ---------- | --------------------------- | ------------------- |
| James Gordon                                | Ben McKenzie         | 1.01–5.12  |                             | Tommy Morgenstern   |
| Harvey Bullock                              | Donal Logue          | 1.01–5.12  |                             | Michael Iwannek     |
| Bruce Wayne/Batman                          | David Mazouz         | 1.01–5.12  |                             | Cedric Eich         |
| Oswald Chesterfield „Pinguin“ Cobblepot     | Robin Lord Taylor    | 1.01–5.12  |                             | Marius Clarén       |
| Alfred Pennyworth                           | Sean Pertwee         | 1.01–5.12  |                             | Erich Räuker        |
| Selina „Cat“ Kyle/Catwoman                  | Camren Bicondova     | 1.01–5.11  |                             | Jodie Blank         |
| Selina „Cat“ Kyle/Catwoman                  | Lili Simmons         |            | 5.12                        | Patrizia Carlucci   |
| Captain Sarah Essen                         | Zabryna Guevara      | 1.01–2.02  |                             | Peggy Sander        |
| Barbara Kean                                | Erin Richards        | 1.01–5.12  |                             | Maria Koschny       |
| Carmine „Der Römer“ Falcone                 | John Doman           | 1.01–1.22  | 2.16, 3.03–3.16, 4.03, 4.11 | Eberhard Haar       |
| Maria Mercedes „Fish“ Mooney                | Jada Pinkett Smith   | 1.01–1.22  | 2.21–3.02, 3.20–3.21        | Katrin Fröhlich     |
| Edward „Ed“ Nygma / Riddler                 | Cory Michael Smith   | 1.02–5.12  | 1.01                        | Konrad Bösherz      |
| Crispus Allen                               | Andrew Stewart-Jones | 1.02–1.22  | 1.01                        | Arne Stephan        |
| Renee Montoya                               | Victoria Cartagena   | 1.02–1.11  | 1.01                        | Rubina Nath         |
| Butch Gilzean / Cyrus Gold / Solomon Grundy | Drew Powell          | 2.01–4.22  | 1.01–1.22                   | Dirk Bublies        |
| Dr. Leslie „Lee“ Thompkins                  | Morena Baccarin      | 2.01–5.12  | 1.11–1.22                   | Melanie Hinze       |
| Tabitha Galavan / Tigress                   | Jessica Lucas        | 2.01–5.01  |                             | Anne Düe            |
| Theodore „Theo“ Galavan / Azrael            | James Frain          | 2.01–2.20  |                             | Peter Flechtner     |
| Lucius Fox                                  | Chris Chalk          | 2.02–5.12  | 1.21                        | Peter Lontzek       |
| Captain Nathaniel Barnes                    | Michael Chiklis      | 2.04–3.22  |                             | Detlef Bierstedt    |
| Harvey Dent                                 | Nicholas D’Agosto    | 2.07–2.12  | 1.09–1.10, 1.18             | Tobias Nath         |
| Ivy „Pamela“ Pepper / Poison Ivy            | Clare Foley          |            | 1.01, 1.10–3.01             | Celina Gaschina     |
| Ivy „Pamela“ Pepper / Poison Ivy            | Maggie Geha          | 3.01–3.22  | 4.01–4.02                   | Mia Diekow          |
| Ivy „Pamela“ Pepper / Poison Ivy            | Peyton List          |            | 4.12–4.14, 5.02, 5.09       | Sonja Spuhl         |
| Jervis Tetch / Mad Hatter                   | Benedict Samuel      | 3.03–3.22  | 4.16–4.18, 5.07             | Julien Haggége      |
| Ra’s al Ghul                                | Alexander Siddig     | 4.01–4.22  | 3.21–3.22                   | Marcus Off          |
| Sofia Falcone                               | Crystal Reed         | 4.03–4.15  |                             | Marie Bierstedt     |

### Nebenbesetzung
| Rollenname                     | Schauspieler/in        | Nebenrolle                             | Synchronsprecher/in                |
| ------------------------------ | ---------------------- | -------------------------------------- | ---------------------------------- |
| Bürgermeister Aubrey James     | Richard Kind           | 1.01–3.17, 5.12                        | Michael Pan                        |
| Gertrud Cobblepot              | Carol Kane             | 1.02–2.14                              | Philine Peters-Arnolds             |
| Salvatore Maroni               | David Zayas            | 1.03–1.22                              | Jörg Hengstler                     |
| Jennifer Luree                 | Krista Braun           | 1.03–1.05, 2.02–4.21, 5.12             | Heide Domanowski                   |
| Frankie Carbone                | Danny Mastrogiorgio    | 1.04–1.05, 1.07                        | Wolfgang Wagner                    |
| Liza                           | Makenzie Leigh         | 1.04–1.05, 1.07–1.10, 1.12             | Tanya Kahana                       |
| Detective Carlos Alvarez       | J.W. Cortes            | 1.04–5.12                              | Jan Kurbjuweit                     |
| Kristen Kringle                | Chelsea Spack          | 1.06–2.06, 3.08                        | Magdalena Turba                    |
| Isabella                       | Chelsea Spack          | 3.06–3.09                              | Magdalena Turba                    |
| Dr. Guerra                     | Philip Hernandez       | 1.06–1.14                              | Stephan Schleberger                |
| Victor Zsasz                   | Anthony Carrigan       | 1.07–4.15, 5.04, 5.09                  | Marcel Collé                       |
| Gabriel „Gabe“                 | Alex Corrado           | 1.07–3.16                              | Tom Deininger Reinhard Scheunemann |
| Thomas „Tommy“ Elliot          | Cole Vallis            | 1.08                                   | Finlay Kühn                        |
| Thomas „Tommy“ Elliot          | Gordon Winarick        | 4.07–4.09                              | Finlay Kühn                        |
| Commissioner Gillian B. Loeb   | Peter Scolari          | 1.12–2.01                              | Frank Röth                         |
| Detective Arnold Flass         | Dash Mihok             | 1.12, 1.13, 1.18                       | Tobias Kluckert                    |
| Jonathan Crane / Scarecrow     | Charlie Tahan          | 1.14–1.15, 4.01–4.02                   | Amadeus Strobl                     |
| Jonathan Crane / Scarecrow     | David W. Thompson      | 4.16–5.01                              | Amadeus Strobl                     |
| Kelly                          | Dashiell Eaves         | 1.15–1.22                              | Markus Pfeiffer                    |
| Jerome Valeska / Joker         | Cameron Monaghan       | 1.16, 2.01–2.03, 3.12–3.14, 4.11–4.18  | Patrick Baehr                      |
| Jeremiah Valeska / Joker       | Cameron Monaghan       | 4.17–4.22, 5.04–5.07, 5.12             | Patrick Baehr                      |
| Jason Lennon / Der Oger        | Milo Ventimiglia       | 1.19–1.21                              | Timmo Niesner                      |
| Aaron Helzinger                | Stink Fisher           | 2.01–2.02, 2.14, 2.19                  |                                    |
| Silver St. Cloud               | Natalie Alyn Lind      | 2.04, 2.06–2.11                        | Sarah Tkotsch                      |
| Officer Carl Pinkney           | Ian Quinlan            | 2.04–2.08, 2.13–2.15                   | Nico Sablik                        |
| Sal Martinez                   | Lucas Salvagno         | 2.04–2.07                              |                                    |
| Josie Mac                      | Paulina Singer         | 2.04–2.06                              | Esra Vural                         |
| Bridgit Pike / Firefly         | Michelle Veintimilla   | 2.05–2.06, 2.20–2.22, 4.17–4.18, 4.22  | Kaya Marie Möller                  |
| Bridgit Pike / Firefly         | Camila Perez           | 3.17–3.18, 3.21, 4.08                  | Kaya Marie Möller                  |
| Vater Creel                    | Ron Rifkin             | 2.05, 2.09–2.12                        | Rüdiger Evers                      |
| Victor Fries / Mr. Freeze      | Nathan Darrow          | 2.11–2.22, 3.17–4.22                   | Manuel Straube                     |
| Ethel Peabody                  | Tonya Pinkins          | 2.11–2.14, 2.17–3.01                   | Anke Reitzenstein                  |
| Prof. Dr. Hugo Strange         | Bradley Darryl Wong    | 2.12–3.02, 3.18–3.21, 4.22, 5.05, 5.10 | Axel Malzacher                     |
| Elijah Van Dahl                | Paul Reubens           | 2.15–2.16, 3.12                        | Hans Hohlbein                      |
| Grace Van Dahl                 | Melinda Clarke         | 2.15–2.17                              | Sabine Arnhold                     |
| Sasha Van Dahl                 | Kaley Ronayne          | 2.15–2.17                              |                                    |
| Charles Van Dahl               | Justin Mark            | 2.15–2.17                              | Christian Zeiger                   |
| Basil Karlo                    | Brian McManamon        | 2.21–2.22, 3.12                        | Dirk Talaga                        |
| Kathryn Monroe                 | Kit Flanagan           | 2.21–2.22                              | Heike Schroetter                   |
| Kathryn Monroe                 | Leslie Hendrix         | 3.01–3.19                              | Linda Stelzner                     |
| Valerie Vale                   | Jamie Chung            | 3.01–3.07                              | Yvonne Greitzke                    |
| Mario Falcone                  | James Carpinello       | 3.01–3.11                              | Manou Lubowski                     |
| Alice Tetch                    | Naian Gonzalez Norvind | 3.03–3.07                              | Marie-Luise Schramm                |
| Deever Tweed                   | Happy Anderson         | 3.04–3.07                              | Felix Würgler                      |
| Dumfree Tweed                  | Adam Petchel           | 3.04–3.07                              |                                    |
| Olga                           | Deborah Unger          | 3.06, 3.10, 5.03                       | Katja Schmitz                      |
| Frank Gordon                   | James Remar            | 3.07, 3.14–3.16                        | Bernd Rumpf                        |
| Campos                         | Flora Diaz             | 3.09–3.20                              | Greta Galisch de Palma             |
| Maria Kyle                     | Ivana Miličević        | 3.11–3.13                              | Victoria Sturm                     |
| Sensei                         | Raymond J. Barry       | 3.16–3.20                              | Lothar Hinze                       |
| Arthur Penn / Scarface         | Andrew Sellon          | 4.01–4.15, 5.01–5.08                   | Wolfgang Ziffer                    |
| Bürgermeister Burke            | Larry Pine             | 4.01, 4.08, 4.22                       | Axel Lutter                        |
| Vanessa Harper                 | Kelcy Griffin          | 4.03–5.12                              | Nadine Zaddam                      |
| Cherry                         | Marina Benedict        | 4.05–4.06, 4.08                        | Vera Teltz                         |
| Lazlo Valentin / Professor Pyg | Michael Cerveris       | 4.06–4.11                              | Philipp Moog                       |
| Martin                         | Christopher Convery    | 4.08–4.10, 4.15                        |                                    |
| Sampson                        | Stu Riley              | 4.10, 4.14–4.15                        | Milton Welsh                       |
| Lelia                          | Shiva Kalaiselvan      | 4.16–4.22, 5.05                        |                                    |
| Ecco                           | Francesca Root-Dodson  | 4.17–5.07, 5.12                        | Lara Trautmann                     |
| Theresa Walker / Nyssa al Ghul | Jaime Murray           | 5.01–5.11                              | Victoria Sturm                     |
| Will Thomas                    | Hunter Jones           | 5.01–5.03, 5.09                        |                                    |
| Eduardo Dorrance / Bane        | Shane West             | 5.05–5.11                              | Frank Schaff                       |
| Angel Vallelunga / Bird        | David Carranza         | 5.05–5.11                              | Tim Knauer                         |

1. ↑  Synchronsprecherin in Episode 3.01 ist Derya Flechtner.
2. ↑  ab Staffel 2.

## Ausstrahlung
Vereinigte Staaten
Die erste Staffel wurde vom 22. September 2014 bis zum 4. Mai 2015 auf Fox ausgestrahlt. Die Premiere verfolgten dabei 8,21 Millionen Zuschauer. Mit einem Rating von 3.2 war Gotham hinter The Big Bang Theory und The Voice das dritterfolgreichste Format an diesem Tag. Das erste Staffelfinale wurde am 4. Mai 2015 gezeigt. Die zweite Staffel hatte am 21. September 2015 Premiere.
Deutschland
Die Rechte an der Serie hat sich die ProSiebenSat.1 Media gesichert. Die erste Staffel wurde ab dem 29. Januar 2015 auf dem Bezahlfernsehsender ProSieben Fun ausgestrahlt. Ab dem 10. Februar 2015 startete die Ausstrahlung auf dem Free-TV-Sender ProSieben.